# 周防佐山站
周防佐山站（日语：／ Suō-Sayama eki */?）是位於山口縣山口市佐山字河内神五1094番，西日本旅客鐵道（JR西日本）的宇部線車站。

## 歷史
- 1925年（大正14年）3月26日 - 宇部鐵道（日语：宇部鉄道）小郡站（現時為新山口站）至本阿知須站（現時為阿知須站）之間開通，此站啟用。
  - 當時車站地址為山口縣吉敷郡佐山村（日语：佐山村 (山口県)）河內神五。
- 1943年（昭和18年）5月1日 - 宇部鐵道被國有化。成為國有鐵道宇部東線車站。
- 1944年（昭和19年）4月1日 - 隨著山口市（第二次）成立，車站地址變為山口縣山口市佐山字河內神五。
- 1948年（昭和23年）2月1日 - 宇部東線改名為宇部線，此站成為宇部線車站。
- 1987年（昭和62年）4月1日 - 伴隨國鐵分割民營化，車站由西日本旅客鐵道（JR西日本）營運。
- 2005年（平成17年）10月1日 - 隨著山口市（第三次）成立，車站地址變為山口縣山口市佐山字河内神五。

## 車站構造
車站是一座地面車站，設有1面1線的單式月台。往宇部新川方向的列車會開啟右邊車門。在月台上設有車站大樓，大樓內只有候車室一處。曾經在車站外面的販賣報紙店內可購買車票，為簡易委託車站，現時不可在該處購買。
此站是由山口地域鐵道部管理的無人車站。

## 車站周邊
- 國道190號（日语：国道190号）
- 山口縣道25號宇部防府線（日语：山口県道25号宇部防府線）
- 山口縣道212號山口阿知須宇部線（日语：山口県道212号山口阿知須宇部線）
- 山口市立佐山小學

## 使用狀況
以下為近年使用人次：
| 乘車人次變化 | 乘車人次變化 |
| 年度         | 1日平均人次  |
| ------------ | ------------ |
| 1999         | 132          |
| 2000         | 121          |
| 2001         | 119          |
| 2002         | 107          |
| 2003         | 83           |
| 2004         | 83           |
| 2005         | 77           |
| 2006         | 74           |
| 2007         | 68           |
| 2008         | 75           |
| 2009         | 87           |
| 2010         | 80           |
| 2011         | 71           |
| 2012         | 57           |
| 2013         | 59           |
| 2014         | 64           |
| 2015         | 66           |
| 2016         | 56           |
| 2017         | 53           |
| 2018         | 57           |

## 相鄰車站
西日本旅客鐵道（JR西日本）
■宇部線
深溝－周防佐山－岩倉

## 注腳
1. ↑  山口縣統計年鑑

## 外部連結
- 周防佐山｜車站資訊：JR出門網 - 西日本旅客鐵道（日語）